# Säynätsaari (ö i Mellersta Finland, Jyväskylä)
Säynätsaari är en ö i Finland. Den ligger i sjön Liesvesi och i kommunen Hankasalmi i den ekonomiska regionen  Jyväskylä ekonomiska region  och landskapet Mellersta Finland, i den centrala delen av landet, 270 km norr om huvudstaden Helsingfors. Öns area är 2,3 hektar och dess största längd är 260 meter i nord-sydlig riktning.